# Dinar tunisiano
O dinar tunisiano ou tunisino (em árabe: دينار) é a moeda corrente na Tunísia. É subdividido em 1000 milim ou millimes (مليم) e comumente abreviado para DT naquele país. Foi introduzido em 1960 tomando o lugar do franco tunisiano que esteve em circulação entre 1891 e 1958. Seu valor esteve atrelado ao do dólar dos Estados Unidos até 1971.
Circulam moedas de 5, 10, 20, 50, 100 milim e de meio, 1, 5 dinar, sendo esta última introduzida em 2002. Circulam notas de 5, 10, 20, 30, 50 dinar. A nota de 5 dinar carrega a representação de Aníbal.